# Non mi avete fatto niente
Non mi avete fatto niente – singiel włoskich piosenkarzy Ermala Mety i Fabrizio Moro, wydany 20 lutego 2018 i umieszczony na solowych albumach piosenkarzy, Non abbiamo armi i Parole rumori e anni. Utwór napisali sami wykonawcy we współpracy z Andreą Febo.
Tekst piosenki odnosi się do tematu wojen toczących się na świecie oraz ataków terrorystycznych, które miały miejsce w Europie (w tekście wspomniano zamachy w Londynie, Paryżu, Nicei, Kairze i Barcelonie). Jak podkreślają wykonawcy, utwór powstał niedługo po zamachu w Manchesterze.
6 lutego 2018 premierę miał oficjalny teledysk do piosenki, który uzyskał wynik ponad 22 mln wyświetleń na kanale „MetaMoroVEVO” w serwisie YouTube oraz ponad 2 mln na youtube’owym kanale „Eurovision Song Contest”.
11 lutego 2018 utwór wygrał 68. Festiwal Piosenki Włoskiej w San Remo, a w maju reprezentował Włochy w 63. Konkursie Piosenki Eurowizji w Lizbonie. 12 maja został zaprezentowany przez duet w finale konkursu i uplasował się na piątym miejscu po zdobyciu 308 punktów.

## Lista utworów
Digital download
1. „Non mi avete fatto niente” – 3:28

Digital download (ESC Version)
1. „Non mi avete fatto niente” – 3:02

## Notowania na listach przebojów
| Kraj       | Lista (2018)             | Najwyższe miejsce |
| ---------- | ------------------------ | ----------------- |
| Włochy     | Singles Top 20           | 2                 |
| Szwajcaria | Singles Top 100          | 16                |
| Europa     | Euro Digital Songs       | 20                |
| Szwecja    | Sweden Heatseeker Top 20 | 20                |
| Belgia     | Ultratop 50 Singles      | 30                |